# Golinhac
Golinhac település Franciaországban, Aveyron megyében. Lakosainak száma 370 fő (2022. január 1.). Golinhac Campuac, Entraygues-sur-Truyère, Espeyrac, Estaing, Florentin-la-Capelle, Le Nayrac és Sébrazac községekkel határos.

## Népesség
A település népességének változása:
| Lakosok száma | 532  | 472  | 392  | 441  | 386  | 356  | 336  | 329  | 340  | 370  |
|               | 1968 | 1982 | 1999 | 2006 | 2011 | 2015 | 2017 | 2018 | 2020 | 2022 |